# Aleksiej Bogolubow

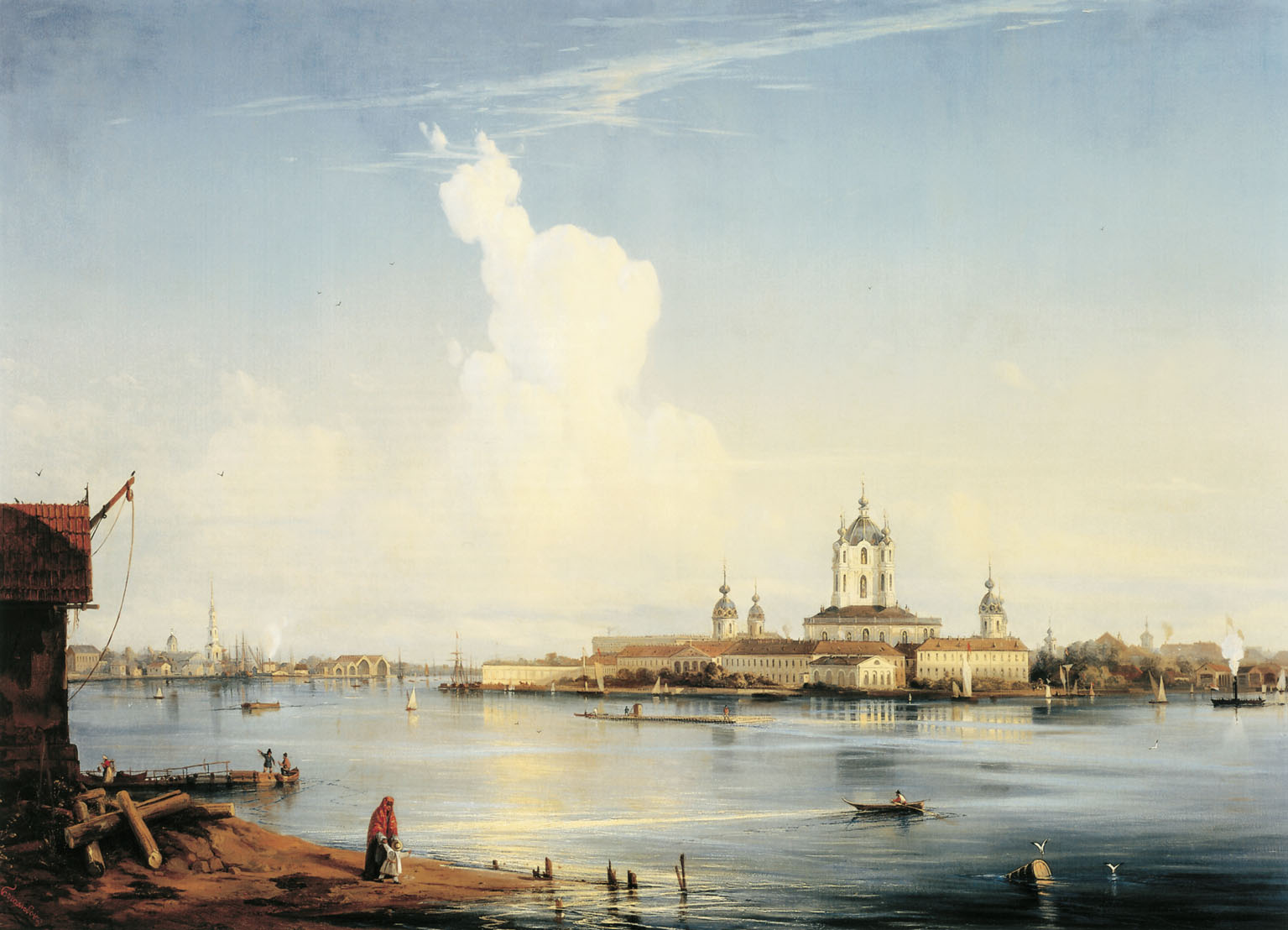
Sobór Smolny

Aleksiej Piotrowicz Bogolubow (ros. Алексей Петрович Боголюбов) (ur. 16 marca?/28 marca 1824, zm. 7 listopada 1896 w Paryżu) – rosyjski malarz pejzażysta, związany z Pieriedwiżnicami.
Urodził się w niewielkiej wsi w guberni nowogrodzkiej, jego ojciec był pułkownikiem, natomiast dziadek ze strony matki Aleksander Radiszczew dobrze znanym filozofem i krytykiem społecznym. W 1841 ukończył studia w wojskowej szkole morskiej w Petersburgu, odwiedzając z flotą wiele krajów. W latach 1849–1853 studiował malarstwo w petersburskiej Akademii Sztuk Pięknych. W okresie 1854–1860 podróżował po Europie, po powrocie do Rosji wystawiał na Akademii w Petersburgu, gdzie otrzymał tytuł profesora.
Bogolubow osiągnął znaczny sukces artystyczny i materialny, malował głównie pejzaże, specjalizował się w tematyce morskiej. Jego obrazy w miarę upływu lat ewoluowały od romantyzmu do naturalizmu. W 1871 r. został wybrany do Imperialnej Akademii Sztuki. Był znanym mecenasem, ufundował muzeum malarstwa w Saratowie noszące imię jego dziadka (1885). Było to pierwsze otwarte dla wszystkich muzeum w Rosji. Pod koniec życia mieszkał w Paryżu, majątek oceniany na 6 mln dolarów przeznaczył na zorganizowanie szkoły malarskiej swojego imienia (Боголюбовское Рисовальное Училище). Ukończyli ją m.in. Paweł Kuzniecow (1878-1914) i Wiktor Borisow-Musatow (1870-1905).